# Lambert Rondhuis
Lambert Rondhuis (* 4. Mai 1933) ist ein ehemaliger deutscher Fußballspieler und -trainer.
Rondhuis spielte zunächst in jungen Jahren für Vorwärts Gronau, bevor er mehrere Jahre bei Oberligamannschaften aktiv war. Von 1953 bis 1956 stürmte er für STV Horst-Emscher, ein Jahr in der Oberliga West und zwei Jahre in der 2. Liga West. 1956/57 spielte er in der Oberliga Nord bei Eintracht Nordhorn. Seine stärkste Zeit hatte er 1957 bis 1959 in der Oberliga West bei Rot-Weiss Essen. Der Verein war zwei Jahre zuvor deutscher Meister geworden und Rondhuis spielte zusammen mit den Nationalspielern Helmut Rahn, Fritz Herkenrath und Heinz Wewers. In den letzten zwei Jahren seiner aktiven Laufbahn spielte er für den Wuppertaler SV, bedingt durch einen Bänderriss und einen Meniskusschaden musste er sich 1961 vom aktiven Sport zurückziehen. 
Nach seiner Vertragsspielerlaufbahn arbeitete Rondhuis über viele Jahre als Trainer im Amateurbereich. Er betreute unter anderem die Landesligisten 1. FC Bocholt und TuS Borken und war als Nachwuchstrainer bei Rot-Weiss Essen tätig. 